# Thorvald Nicolai Thiele

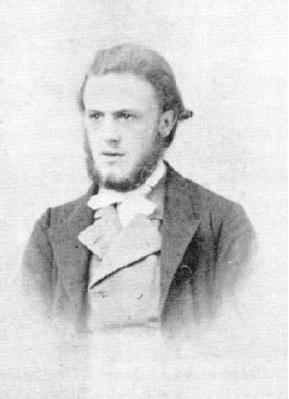
Thorvald Nicolai Thiele um 1860

Thorvald Nicolai Thiele (* 24. Dezember 1838 in Kopenhagen; † 26. September 1910 ebenda) war ein bedeutender dänischer Mathematiker und Astronom und gilt heute als einer der Begründer der modernen Versicherungsmathematik. Er verkehrte zeit seines Lebens am dänischen Königshof und gründete sowohl die Mathematische Gesellschaft als auch die Aktuarsvereinigung seines Landes.

## Leben
Thiele wurde am Weihnachtsabend des Jahres 1838 geboren als Sohn von Just Mathias Thiele, dem königlichen Bibliothekar und Leiter der königlichen Druckerei. Benannt wurde er nach seinem Taufpaten, dem Bildhauer Bertel Thorvaldsen, einem Freund der Familie.
Nach seiner Schulausbildung begann er das Studium der Astronomie an der Universität Kopenhagen, das er 1860 bereits mit 21 Jahren abschloss. Nach sechs weiteren Jahren erlangte er mit seiner Dissertation über die Bewegung von Doppelsternen den Doktorgrad und heiratete im folgenden Jahr Marie Martine Trolle, mit der er sechs Kinder hatte. 1878 wurde er als Direktor an das Observatorium der Universität berufen, welches er bis zu seinem Ruhestand 1907 leitete. 1900 amtierte er als Rektor der Universität.
Neben seinen Lehr- und Forschungstätigkeiten war Thiele stets als Aktuar für ein Versicherungsunternehmen tätig und war schließlich Mitgründer der Versicherung Hafnia (heute ein Teil der dänischen Codan-Versicherung), für die er bis zu seinem Tod als verantwortlicher Aktuar arbeitete. Des Weiteren war er Gründungsmitglied der Dänischen Mathematischen Gesellschaft (1873) und des ersten dänischen Schachvereins (1865).

## Werk
Die Schwerpunkte seiner Forschungstätigkeiten waren das Dreikörperproblem in der Astronomie, an dessen Erforschung er maßgeblich beteiligt war, sowie die Statistik von Zeitreihen. In seiner 1880 erschienenen Arbeit Om Anvendelse af mindste Kvadraters Methode i nogle Tilfælde, hvor en Komplikation af visse Slags uensartede tilfældige Fejlkilder giver Fejlene en ‘systematisk’ Karakter (Über die Anwendung der Methode der kleinsten Quadrate in solchen Fällen, wo gewisse Sorten von zufälligen Fehlerquellen den Fehlern einen „systematischen“ Charakter verleihen) nahm er viele statistische Phänomene (Moving-Average, korrelierte Fehler, Kumulanten) vorweg, die erst wieder sehr viel später systematisch untersucht wurden. Auch gilt diese Arbeit heute als erstes mathematisches Werk, in dem eine Brownsche Bewegung auftritt – 25 Jahre, bevor diese von Albert Einstein statistisch untersucht wurde.
Einer von Thieles bekanntesten Beiträgen zur Versicherungsmathematik ist die heute ihm zugeschriebene Differentialgleichung, die den Verlauf der Prämienreserve über die Zeit beschreibt:
{\displaystyle {\frac {dV_{t}}{dt}}=\pi +\delta V_{t}-m_{t}(1-V_{t})},
wobei {\displaystyle V_{t}} die Reserve, {\displaystyle m_{t}} die Sterblichkeitsrate und {\displaystyle \pi } die Beitragshöhe ist. Thiele selbst veröffentlichte dieses Resultat nicht, doch durch seinen Kollegen Jørgen Pedersen Gram gelangte die Formel an die Öffentlichkeit und ist noch heute eines der wichtigsten Hilfsmittel der Lebensversicherungsmathematik.

### Zahlentheorie: Thieles Parkett

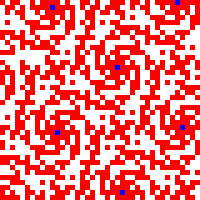
Quadratische Reste modulo 12+13i (Gaußsche Primzahl). Die Null sowie dazu assoziierte ganze Gaußsche Zahlen sind blau gekennzeichnet

Auch mit Zahlentheorie beschäftigte sich Thiele professionell: Er untersuchte quadratische Reste in den Ringen der gaußschen ganzen Zahlen {\displaystyle \mathbb {Z} +i\mathbb {Z} \subset \mathbb {C} } sowie der eisensteinschen ganzen Zahlen {\displaystyle \mathbb {Z} +i\omega \mathbb {Z} \subset \mathbb {C} ,\;\omega ={\frac {1-{\sqrt {-3}}}{2}}}. In seiner 1894 veröffentlichten Arbeit Om Talmønstre (Über Zahlenmuster) entdeckte er, dass die quadratischen Reste in Quotientenringen der obigen Ringe auf der Gaußschen Zahlenebene symmetrische Muster ergeben. Ein Zeitzeuge berichtet, dass der Kachelofen in Thieles Privathaus nach einem solchen Muster gefliest war, und auch die Eingangshalle im Sitz der Hafnia-Versicherung erhielt ein Fliesenmuster aus quadratischen Resten. Jedoch gelang es erst im Jahre 2002 dem Mathematikprofessor Steffen Lauritzen aus Aalborg mit einer Gruppe Studenten, das Parkett zu dechiffrieren: Es handelt sich um quadratische Reste modulo 71, dem Alter Thieles im Jahr 1910 bei der Eröffnung des Gebäudes.

### Thieles Erbe
Zu Ehren seines ehemaligen Dozenten hält die Universität Kopenhagen das TN Thiele Symposium ab, eine internationale Vortragsreihe über Versicherungsmathematische Themen, und die Universität Århus hat 2004 unter dem Namen Thiele Centre ein Forschungszentrum für angewandte Mathematik ins Leben gerufen. Der Asteroid (1586) Thiele ist nach ihm benannt.